# Missile Pluton
Pour les articles homonymes, voir Pluton.
Le missile Pluton était un système balistique nucléaire à courte portée lancé d'une rampe lance-missile montée sur un châssis chenillé AMX-30. Cet équipement constituait la force de dissuasion tactique nucléaire de l'armée de terre française pendant la guerre froide entre mai 1974 et 1993.

## Caractéristiques

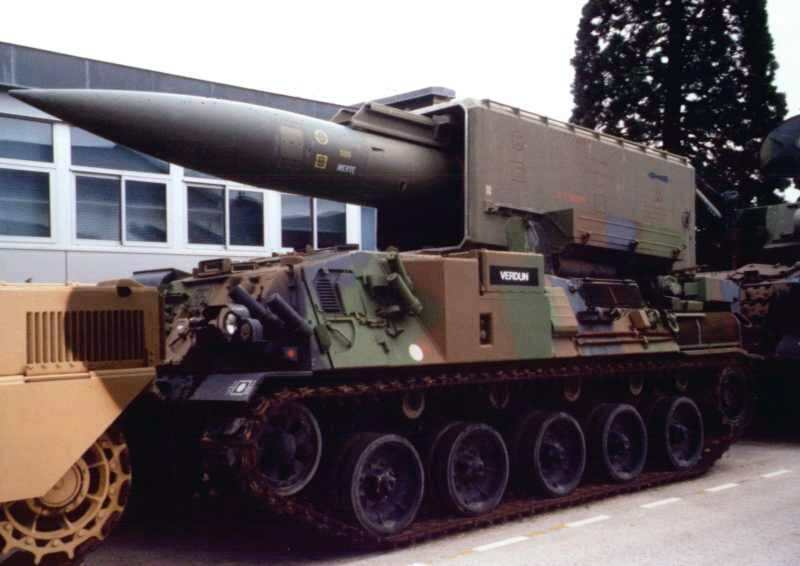
Le Pluton, en position de transport.

Le Pluton venait en remplacement du missile Honest John américain déployé en France de 1959 à 1966, mais dont les têtes nucléaires restaient sous contrôle gouvernemental américain.
Son premier tir d'essai a lieu le 3 juillet 1970.
Le Pluton avait une portée opérationnelle de 17 à 120 km avec un écart circulaire probable de 200 à 400 m suivant la portée et emportait une arme nucléaire AN 51 (en) ayant deux niveaux de puissance possibles 10 ou 25 kilotonnes, l'explosion pouvant être choisie aérienne ou au sol. Le guidage était inertiel donc non brouillable une fois le missile parti. La trajectoire était semi-balistique, le missile ajustant son vol au moyen de ses gouvernes aérodynamiques après la phase initiale d'accélération par le moteur-fusée. À la portée maximale de 120 km, le temps de vol du Pluton était de 170 secondes avec un apogée de 30 km. Cette relativement courte portée ne permettait pas de frapper au-delà de l'Allemagne de l'Ouest depuis le territoire français. La possibilité de frapper à une distance supérieure était réservée à l'Armée de l'air. Néanmoins la portée du missile Hadès, qui devait succéder au Pluton, était supérieure.

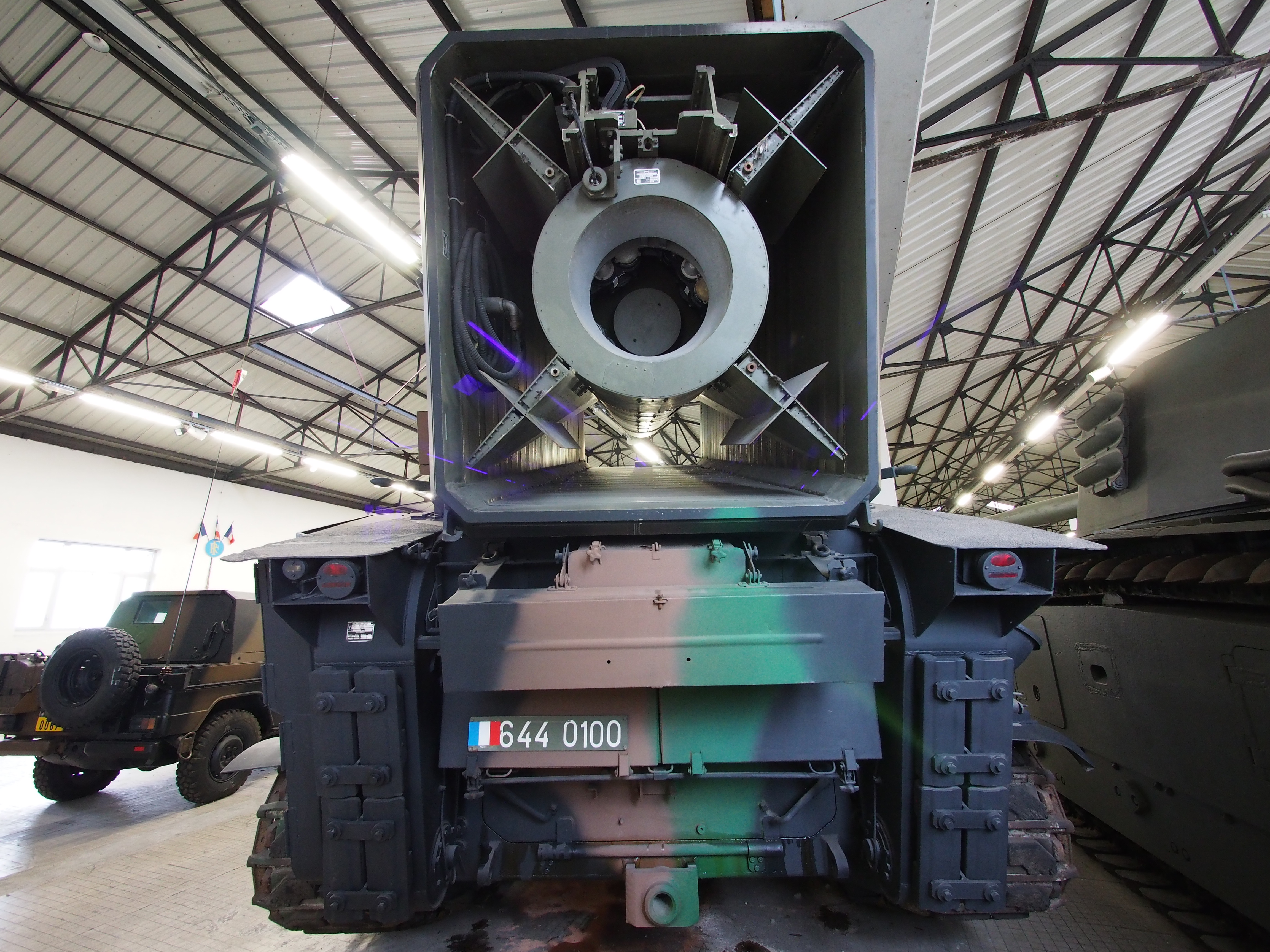
Vue arrière du vecteur du moteur-fusée à poudre.

Le missile, créé par la Société nationale industrielle aérospatiale était composé de trois parties assemblées juste avant le tir au moyen de la grue du véhicule lanceur :
- La munition (partie avant) ;
- Le vecteur avec quatre gouvernes aérodynamiques et équipé d'un moteur-fusée à poudre nommé Achéron ;
- Le cœur nucléaire introduit dans la munition juste avant le tir.

Le véhicule lanceur a été développé à partir du châssis du char AMX 30 de dépannage doté d'une grue et d'une rampe de lancement. Munition et cœur d'un côté, vecteur de l'autre étaient acheminés séparément pour des raisons de sécurité sur deux camions GBC8KT châssis long. L'assemblage final se faisait sur le terrain en environ 45 minutes et le tir dans les 10 minutes suivantes (mise en batterie, fourniture des coordonnées de la cible, séquence de tir).
Le système était relativement léger, ce qui permettait son déploiement dans des conditions de terrain difficiles. Un drone CT.20 puis CL-289 était capable de fournir des informations de dernière minute sur la cible avant le tir, ce qui faisait du Pluton un système opérationnel sur le terrain des opérations.
Les informations nécessaires au tir du missile Pluton sont traitées par un système de traitement de données constitué d'ordinateurs Iris 35 M, dérivé du Iris 50, présenté en juin 1969. Sa mémoire à tores magnétiques est constituée d'éléments de 16 kilooctets chacun ; acceptant des conditions d'ambiances sévères, ses principaux périphériques sont une imprimante, un écran et des modems. Les transmissions par ondes radio étaient redondantes avec trois types d'appareils de différentes puissances au niveau régimentaire.

## Mise en œuvre
Cinq régiments de l'est et du nord de la France furent équipés de 1974 à 1978 de huit lanceurs Pluton chacun (six opérationnels répartis de trois batteries de tir plus deux lanceurs de réserve), soit un total de 40 lanceurs. Chaque régiment comportait un millier d'hommes, 300 véhicules et un Dépôt Atelier de Munitions Spéciales pour le stockage des constituants des missiles (vecteurs, munitions et cœurs). Ils se composaient d'une batterie de commandement et service (BCS), de trois batteries de tir à deux lance-missiles chacune et d'une batterie de sécurité et transport nucléaire (BSTN), chargée de la garde du dépôt nucléaire lié à chaque régiment :
- 3e régiment d'artillerie à Mailly-le-Camp (Aube) le premier déclaré opérationnel sur Pluton le 1er mai 1974;
- 4e régiment d'artillerie à Laon-Couvron :
- 15e régiment d'artillerie à Suippes ;
- 32e régiment d'artillerie à Oberhoffen ;
- 74e régiment d'artillerie à Bourogne (Territoire de Belfort) ;
- Enfin le 19e régiment d'artillerie pour l'instruction, 2e batterie à Draguignan (Var), pour l'École d'application de l'artillerie, champ de manœuvres : Canjuers

Le projet d'une version améliorée, Super-Pluton, a été abandonné en faveur du projet Hadès, et le Pluton vieillissant a été progressivement écarté, jusqu'à son retrait complet en 1993.